# VI Всемирный фестиваль молодёжи и студентов
VI Всемирный фестиваль молодёжи и студентов — молодёжный международный фестиваль, открывшийся 28 июля 1957 года в Москве. Гостями фестиваля стали 34 000 человек из 131 страны мира. Лозунг фестиваля — «За мир и дружбу».

Фестиваль проходил две недели и стал во всех смыслах значимым и взрывным событием для советских юношей и девушек — и самым массовым за свою историю. Он пришёлся на середину хрущёвской оттепели и запомнился атмосферой свободы и открытости. Приехавшие иностранцы свободно общались с москвичами, это не преследовалось. Для свободного посещения были открыты Московский Кремль и парк Горького. За две фестивальные недели было проведено свыше восьмисот мероприятий.
VI всемирный фестиваль 1957 года стал самым массовым за всю историю советского фестивального движения. В нём участвовало 34 тысячи человек. Они представляли 131 страну мира, что в то время стало рекордом. На последующих фестивалях число участников было меньшим, однако рекорд по числу стран, которые были представлены на фестивале, был побит.

## История
Символами грандиозного международного форума левой молодёжи, юных борцов за мир и социальную справедливость стали популяризованный Пабло Пикассо Голубь мира, стилизованный под цветок Земной Шар с пятью лепестками-континентами художника Константина Кузгинова и монумент работы Станислава Савицкого «Миру — мир!».
Следуя традиции предшествующих фестивалей молодёжи, намечающей посадку деревьев в парках тех городов, где они проходили, к фестивалю в Москве был заложен парк «Дружба». В парке была установлена приуроченная к данному событию скульптура «Фестивальный цветок» — иногда её называют «Дружба». Также были построены гостиничный комплекс «Турист» и гостиница «Украина». Проспект Мира назван так в 1957 году в честь международного движения за мир и в связи с проходившим в Москве фестивалем — мемориальный знак висит на стене дома номер 2. В столице впервые появились венгерские автобусы «Икарус», также к событию были выпущены первые автомобили ГАЗ-21 «Волга» и первый «рафик» — микроавтобус РАФ-10 «Фестиваль»
.
На телевидении возникла редакция «Фестивальная», запустившая первую советскую викторину «Вечер веселых вопросов», идею которой потом заимствовал КВН.
Ансамбль «Дружба» и Эдита Пьеха с программой «Песни народов мира» завоевали золотую медаль и звание лауреатов фестиваля.
Марис Лиепа участвовал в конкурсе классического и характерного танца и получил золотую медаль.

## Кинофестиваль
30 июля 1957 года в кинотеатре «Ударник» открылся международный кинофестиваль, на котором было представлено более 125 фильмов из 30 стран. Председателем жюри стал чехословацкий киновед Антонин Броусил.
11 августа на церемонии торжественного закрытия (в том же кинотеатре «Ударник», в котором впоследствии стали проводить и Московские международные кинофестивали) были объявлены победители.
Золотых медалей были удостоены следующие фильмы о молодёжи, созданные известными киномастерами:
- Мрак среди дня (режиссёр Тадаси Имаи, Япония)
- Крыша (итал. Il Tetto, режиссёр Витторио Де Сика, Италия-Франция)
- Карусель (венг. Körhinta, режиссёр Золтан Фабри, Венгрия)
- Высота (режиссёр Александр Зархи, СССР)[11]

Фильмы, созданные молодыми кинематографистами и получившие золотые медали:
- Наш двор (режиссёр Резо Чхеидзе, СССР)
- Канал (пол. Kanał, режиссёр Анджей Вайда, Польша)
- Пропавшие (чеш. Ztracenci, режиссёр Милош Маковец, Чехословакия), в советском прокате шёл под названием «Трое на хуторе»[12]
- Значок — VI Всемирный фестиваль молодёжи и студентовСмерть, подкравшаяся тайком (фр. Mort en fraude, режиссёр Марсель Камю, Франция)

Документальные и научно-популярные фильмы, удостоенные золотых медалей:
- Старт в стратосфере (режиссёр Никита Курихин, СССР)
- Мир тишины (фр. Le Monde du silence, режиссёр Жак-Ив Кусто и Луи Маль, Франция)
- Охотники южных морей (режиссёр Мария Славинская, СССР)

Золотой медалью также был награждён советский мультипликационный фильм «В яранге горит огонь» (режиссёр Ольга Ходатаева).
Присуждено также 14 серебряных и 10 бронзовых медалей. Среди награждённых — кинематографисты Китая, Чехословакии, ГДР, Греции, Монголии, Египта, Франции, Советского Союза, Румынии, Индии, Швеции, Японии, США, Израиля.

## Влияние фестиваля
Прозвучавшая на церемонии закрытия песня «Подмосковные вечера» в исполнении Владимира Трошина и Эдиты Пьехи надолго сделалась визитной карточкой СССР. Один из фестивальных конкурсов впоследствии стал постоянной передачей на телевидении и положил основу массовому распространению в Советском Союзе КВН.
К фестивалю были написаны песни «Если бы парни всей Земли…», «Зори московские…», «Звенит гитара над рекою…» и др. Марш «Друзья мы рады видеть вас» и «Фестивальный вальс» (автор музыки Михаил Чистов) были напечатаны в газете «Московская правда».
В стране стала распространяться мода на джинсы, кеды, рок-н-ролл и игру бадминтон. Популярными стали музыкальные суперхиты «Rock around the clock», «Гимн демократической молодёжи», уже упомянутая песня «Если бы парни всей Земли…» и другие.
Советские люди, после долгих лет тоталитарного контроля, начинали учиться открыто говорить и общаться. Известный джазмен Алексей Козлов позже напишет о тех днях:

Ни туристы, ни бизнесмены в страну ещё не приезжали, дипломаты и редкие журналисты просто так на улицах не появлялись. Поэтому, когда мы вдруг увидели на улицах Москвы тысячи иностранцев, с которыми можно было общаться, нас охватило что-то вроде эйфории…
Я помню, как светлыми ночами на мостовой улицы Горького стояли кучки людей, в центре каждой из них несколько человек что-то горячо обсуждали. Остальные, окружив их плотным кольцом, вслушивались, набираясь ума-разума, привыкая к самому этому процессу — свободному обмену мнениями.

## Фестиваль в произведениях искусства
Фестивалю посвящён художественный фильм «Девушка с гитарой»: в музыкальном магазине, где работает продавщица Таня Федосова (исп. Людмила Гурченко), идёт подготовка к фестивалю, а в конце фильма делегаты фестиваля выступают на концерте в магазине (с некоторыми из них выступает и Таня).
Другие фильмы, посвящённые фестивалю, — «Матрос с „Кометы“», «Цепная реакция», «Человек человеку», «Дорога на фестиваль», «Дорога в рай», мультипликационный фильм «Привет друзьям!», телесериал «Таинственная страсть», документальный фильм «Любовь и голуби. Фестиваль-57» и другие.
В филателии
В честь VI фестиваля в СССР было выпущено две серии почтовых марок:
- Серия из 7 почтовых марок

- Серия из 4 почтовых марок
- Кремль
- Центральный стадион в Лужниках
- Большой театр
- МГУ

## Память
В честь Всемирного фестиваля молодёжи и студентов в Москве одна из улиц получила название «Фестивальная». Одна из улиц Донецка носит имя 6 Фестиваля.
В честь 50-летия фестиваля с 21 по 30 июня 2007 года в Москве проходил памятный Московский молодёжный фестиваль.
На РТР к юбилею приурочен выход д/ф «Любовь и голуби. Фестиваль-57».

## Интересные факты
31 марта 1957 года известный бурятский буддолог и диссидент Бидия Дандарон написал в личном письме: 
«В Москве всем делают противочумные прививки, ибо среди участников фестиваля (наши думают) будут люди, которые привезут ампулы с чумной бактерией».